# Portishead (Somerset)
Portishead (Somerset) ist eine Stadt mit etwa 25.000 Einwohnern in der Region South West in England, Vereinigtes Königreich. Die Stadt hat einen Fischereihafen und ist in den letzten Jahren stark gewachsen.
Die Musikgruppe Portishead ist nach dieser Stadt benannt.
Von 1928 bis 2000 gab es eine Küstenfunkstelle bei Highbridge, die sich Portishead Radio nannte, etwa 30 km südwestlich von Portishead. Sie war die weltweit meistgenutzte und größte Küstenfunkstelle der Welt.
Seit 1992 besteht eine Gemeindepartnerschaft mit Schweich in Rheinland-Pfalz.